# Амбухициманува
Амбухициманува (на малгашки: Ambohitsimanova) е община (каоминина) в Мадагаскар, провинция Антанариву, регион Вакинанкарача, окръг Анцирабе II. Населението на общината през 2001 година е 16 642 души.